# Wilhelm I von Nassau-Dillenburg
Wilhelm I von Nassau-Dillenburg (ur. 10 kwietnia 1487 w Dillenburgu, zm. 6 października 1559 na zamku w Dillenburgu) – hrabia Nassau, Dillenburgu, Siegen i Diez od 30 lipca 1516 roku. 

## Życiorys
Syn Jana V von Nassau-Dillenburg i Elżbiety, dziedziczki Katzenelnbogen, córki landgrafa Górnej Hesji Henryka III. 
Był dwukrotnie żonaty. W 1506 roku poślubił Walburgę von Egmond, po której śmierci 7 marca 1529 roku, 20 września 1531 roku w Siegen poślubił hrabiankę Julianę van Stolberg.
Z pierwszego związku narodziły się dwie córki:
- Elżbieta (1515 - 1523);
- Magdalena (1522 - 1567);

z drugiego natomiast jedenaścioro dzieci:
- Wilhelma (1533 - 1584), hrabiego Nassau, księcia Oranii od 1544, stadhoudera prowincji Niderlandów od 1572;
- Jana (1535 - 1606), w 1578 roku starszy brat Wilhelm I mianował go stadhouderem Geldrii i Zütphen, którą to funkcję piastował do 1581 roku;
- Ludwik (1538 - 1574), w 1570 roku najstarszy brat, Wilhelm I, mianował go regentem księstwa Oranii. Zginął wraz z młodszym bratem Henrykiem w bitwie pod Mook;
- Maria (1539 - 1599), 11 listopada  1556 poślubiła Wilhelma IV;
- Adolf (1540 - 1568), oficer wojsk niderlandzkich, poległ podczas bitwy z armią hiszpańską 23 maja 1568 roku nieopodal wioski Heiligerlee w prowincji Groningen;
- Anna (1540 - 1616), 6 czerwca 1559 roku w Dillenburgu wyszła za mąż za Albrechta, hrabiego Nassau na Weilburgu;
- Elżbieta (1542 - 1603), 16 czerwca 1559 roku w Dillenburgu poślubiła Konrada, hrabiego Solms-Braunfels;
- Katarzyna (1543 - 1624), 17 listopada 1560 roku w Arnstadt poślubiła Günthera XLI Walecznego, hrabiego Schwarzburga na Blankenburgu;
- Juliana (1546 - 1588), 14 czerwca 1575 roku w Dillenburgu poślubiła Albrechta VII, hrabiego Schwarzburg-Rudolstadt;
- Magdalena (1547 - 1633), 27 stycznia 1567 roku w Dillenburgu lub 14 września 1567 w Neuenstein poślubiła Wolfganga II, hrabiego Hohenlohe;
- Henryk (1550 - 1574), zginął wraz ze starszym bratem Ludwikiem w bitwie pod Mook;

W 1557 roku zrzekł się praw do Katzenelnbogen na rzecz landgrafów heskich, otrzymując w zamian prawa do Weilnau, Driedorf, Ellar, Camberg, Wehrheim, Hadamar i Esterau. Zmarł na zamku w Dillenburgu i został pochowany w kościele ewangelickim.